# Europa-Parlamentsvalget 1999
Europa-Parlamentsvalget 1999 var et europæisk valg for alle 626 medlemmer af Europa-Parlamentet afholdes på tværs af de 15 EU- medlemslande den 10., 11. og 13. juni 1999. Valget blev afholdt i Danmark den 10. juni 1999. Danmark valgte 16 medlemmer til Europa-Parlamentet. Valgdeltagelse var generelt lav, undtagen i Belgien og Luxembourg, hvor der er stemmepligt, og hvor nationale valg blev afholdt samme dag. Dette var den første valg, hvor Østrig, Finland og Sverige stemte sammen med de øvrige medlemmer, der tiltrådte i 1995.

## Eksterne kilder og henvisninger
- VALGET TIL EUROPA-PARLAMENTET DEN 10. JUNI 1999, Indenrigsministeriet (Webside ikke længere tilgængelig).